# Víctor Rodríguez Soria
Víctor Rodríguez Soria (Santa Coloma, 7 de septiembre de 1987) es un defensa que milita en el FC Santa Coloma de Andorra.
Usa la camiseta número 6 en ese club. Lleva tres temporadas en el club andorrano.
Anotó dos goles en la temporada 2007 ante el UE Engordany y el FC Ranger's. También se le convocó con la selección nacional de su país para un partido ante Croacia.